# Karlino
Karlino (niem. Körlin an der Persante) – miasto w północno-zachodniej Polsce, w województwie zachodniopomorskim, w powiecie białogardzkim, siedziba gminy miejsko-wiejskiej Karlino.
Miasto ma 5507 mieszkańców (30 czerwca 2022).

## Położenie

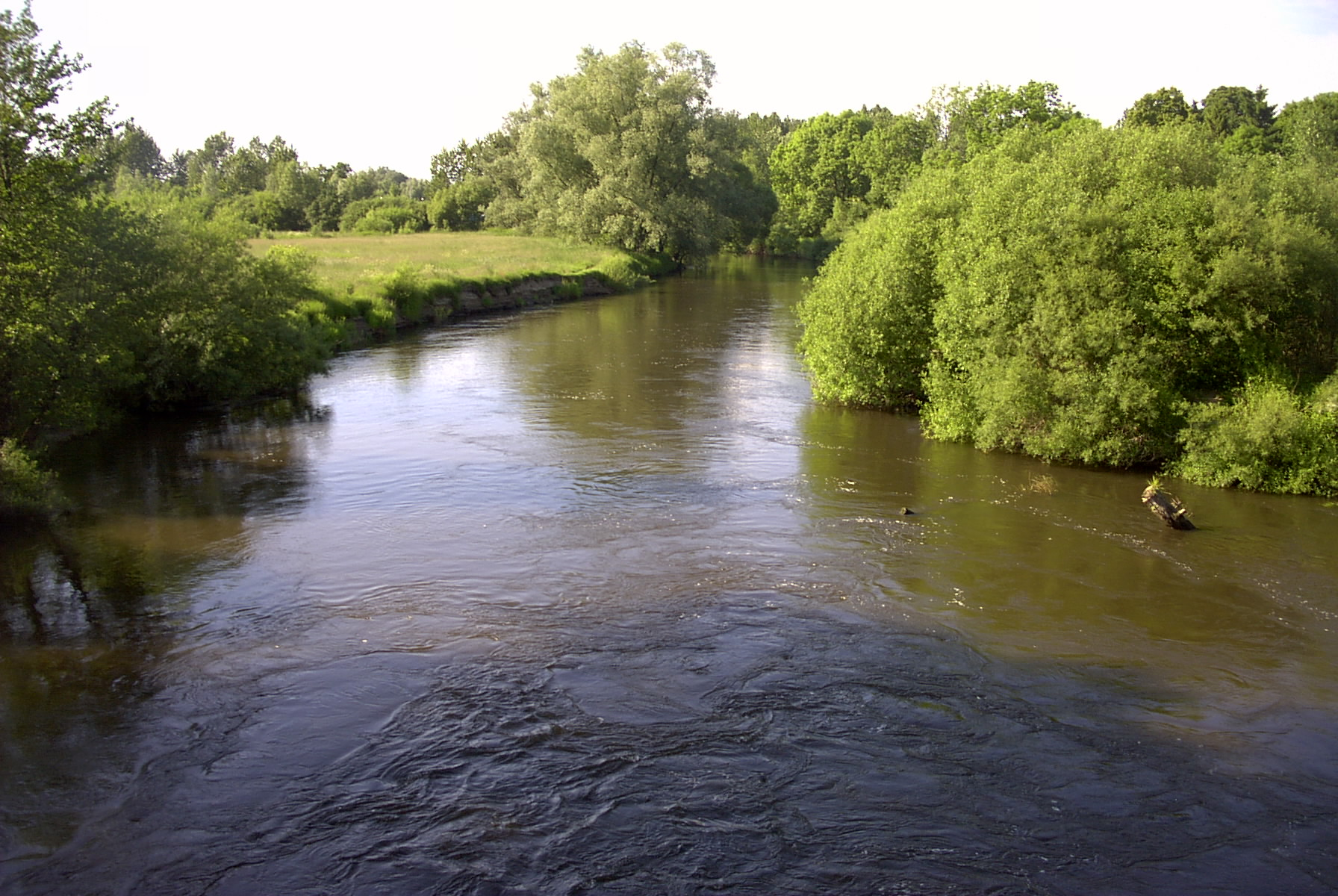
Rzeka Parsęta w okolicach Karlina

Miasto leży ok. 6 km na północny zachód od Białogardu, w widłach dwóch rzek - Parsęty i Radwi, na skrzyżowaniu drogi wojewódzkiej nr 112 z drogą wojewódzką nr 163, przy linii kolejowej nr 404.
Znajduje się w północno-wschodniej części województwa zachodniopomorskiego.
Powierzchnia miasta wynosi 9,40 km² (1 stycznia 2009), zajmując 1,1% powierzchni powiatu.

## Historia
Stara osada położona przy szlaku solnym z Kołobrzegu do Wielkopolski. Obszar został włączony do państwa polskiego przez Mieszka I ok. 967 roku. Pierwsza wzmianka z 1159 o komorze celnej pobierającej opłaty od drewna transportowanego wodą do kołobrzeskich warzelni. Kolejna wzmianka z 1240 roku podaje, że Karlino należało do tzw. księstwa kamieńskiego. W notce z 1299 roku występuje zapis „Civis In Corlin”. Biskupi kamieńscy weszli w posiadanie Karlina w 1280 roku w spadku po księciu Warcisławie III. W 1308 roku biskup kamieński wspomniał o swoim zamku w Karlinie, będącym niewielkim, drewnianym grodem w widłach dwóch rzek - Parsęty i Radwi. W 1372 roku postanowiono przenieść siedzibę biskupstwa z Kamienia do Karlina, w tym celu rozpoczynając budowę zamku obronnego. Na ten cel biskup Filip von Rehberg pożyczył od rady miejskiej Słupska kwotę 350 grzywien. On też w 1385 roku nadał osadzie Karlino prawa miejskie na prawie lubeckim oraz ustanowił herb i pieczęć miejską.
W roku 1409 książę słupski Bogusława VIII zaatakował zamek i złupił miasto w czasie swego sporu z biskupem kamieńskim. Ponowne zniszczenia miały miejsce w 1481, dokonali ich mieszczanie koszalińscy, którzy zbuntowali się przeciwko biskupowi. W 1500 dawne przywileje Karlina zostały zatwierdzone.

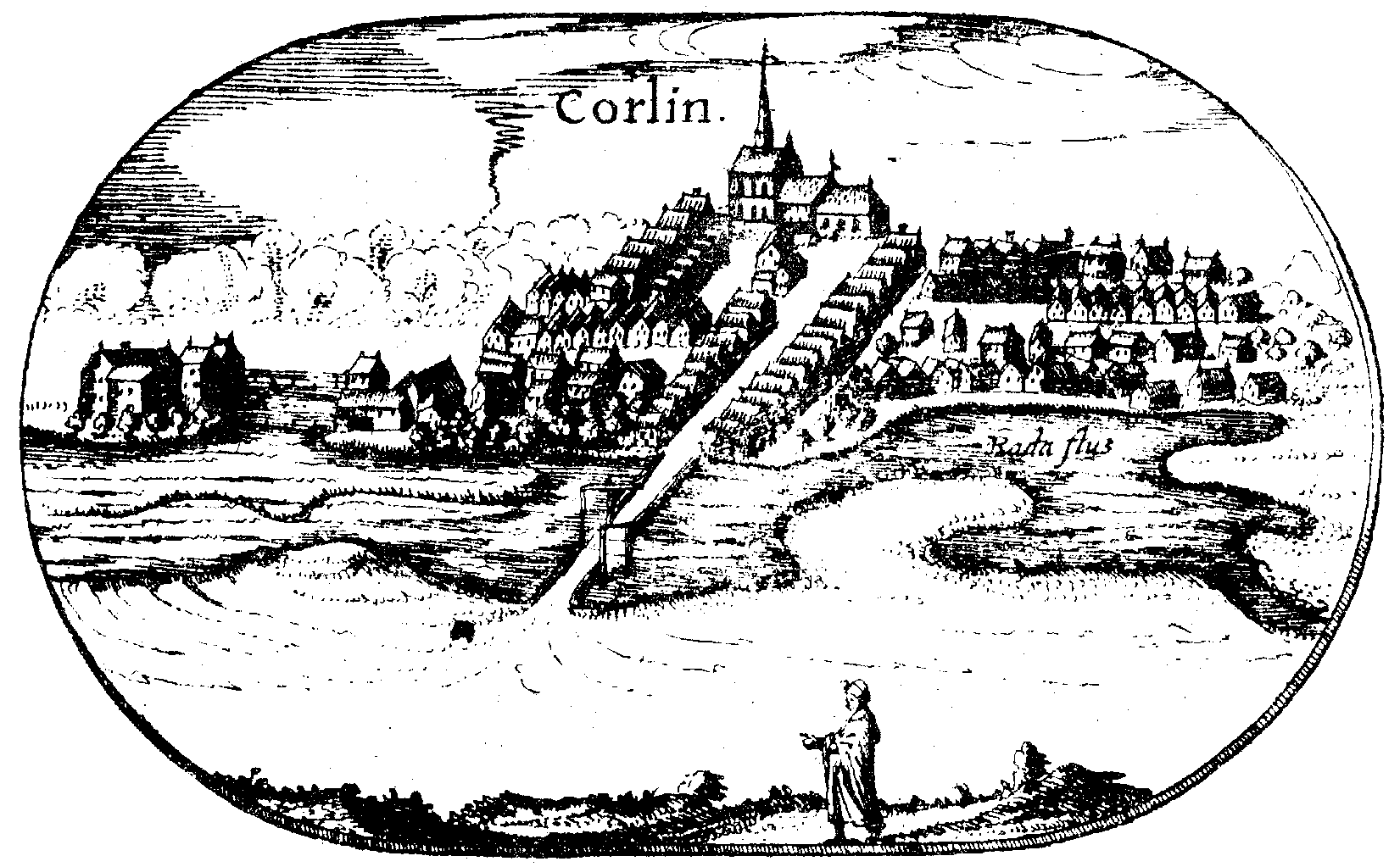
Panorama Karlina na Wielkiej Mapie Księstwa Pomorskiego Eilerta Lübbena z l. 1610–1618

W 1544 Karlino zostało włączone do księstwa pomorskiego. Wojna trzydziestoletnia (1618–1648) przerwała rozwój, powodując stagnację Karlina na prawie 100 lat. W 1643 r. wojska Świętego Cesarstwa Rzymskiego spaliły 24 domy. Od 1653 r. pod panowaniem brandenbursko-pruskim, dzieliło losy polityczne Pomorza Zachodniego (zgermanizowana nazwa Korlin a Persante). W 1699 r. Fryderyk I Hohenzollern osiedlił w Karlinie emigrantów francuskich, którzy założyli gorzelnię.
Miasto dotknęły pożary: pierwszy w 1685 roku strawił całe miasto (ocalał jedynie zamek i kościół), w 1765 roku pożar strawił również przedmieścia Karlina. W międzyczasie podczas wojny siedmioletniej wojska gen. Rumiancewa splądrowały i podpaliły zamek, który nie został odbudowany. Po tym burzliwym okresie nastąpił rozwój Karlina. Na miejscu wypalonego zamku powstał browar, a na parcelach w centrum miasta zaczęły powstawać pierwsze murowane kamienice. W 1724 roku uregulowano Parsętę i przerzucono przez nią pierwszy most betonowy.
W latach 1846–1849 wybudowano drogę łączącą miasto z Kołobrzegiem i Szczecinkiem, a niespełna dziesięć lat później, w 1859 roku przez stację Karlino przejechał pierwszy pociąg. Największy rozkwit handlu oraz przemysłu (m.in. tkactwo) Karlino przeżyło w XIX i na początku XX wieku. W 1873 r. zlikwidowano istniejący od 1724, najmniejszy w Prusach powiat karliński, a miasto przyłączono do ziemskiego powiatu kołobrzesko-karlińskiego (Bezirk Kolberg-Körlin), który istniał do 1946 roku. Koniec XIX wieku to okres uprzemysłowienia – powstała wtedy m.in. Karlińska Fabryka Maszyn (Maschinenfabrik Körlin). Rozwinął się przemysł spożywczy (młyny, olejarnia) i drzewny (tartak, stolarnia).
W 1940 roku do Karlina przybyła grupa 150 jeńców francuskich. W lutym 1945 r. przez Karlino przeszedł marsz śmierci jeńców alianckich z niemieckiego obozu jenieckiego Stalag XX B. Wobec zbliżającej się Armii Czerwonej w styczniu 1945 roku wydano rozkaz o ewakuacji ludności cywilnej, który dotarł do miasta dopiero w nocy 3 marca 1945 roku. Mieszkańcy zamierzali ewakuować się przez Dygowo i Kołobrzeg, jednak żołnierze sowieccy wysadzili most na Parsęcie i 4 marca zajęli miasto (w 1985 roku odsłonięto przy ul. Parkowej pomnik ku ich czci). Zabudowa miasta nie ucierpiała zbyt mocno.
Wkrótce miasto zostało przekazane polskiej administracji i wcielone do państwa polskiego. Dotychczasowych mieszkańców Karlina wysiedlono do Niemiec. Pierwsi polscy osadnicy pojawili się w mieście 20 marca 1945.
W związku ze znacznym zniszczeniem Kołobrzegu, Karlino pełniło funkcję siedziby władz powiatu do roku 1947. W 1958 roku miasto zostało przyłączone do powiatu białogardzkiego. W latach 1959-1972 miasto było siedzibą gromady Karlino, ale nie należało do niej. W latach 1950–1998 należało do województwa koszalińskiego.
Karlino kontynuuje tradycje przemysłu przetwórczego drewna. W mieście i najbliższych okolicach jest kilka zakładów przemysłowych produkujących płyty pilśniowe, sklejki, forniry itp. produkty; lokalnym wyrobem jest tzw. „płyta karlińska” produkowana z gałęzi, kory i podobnych odpadów. Miasto jest również niewielkim ośrodkiem przemysłu mechanicznego (piece) i wydobywczego (ropa, gaz).

## Erupcja ropy naftowej
Na przełomie lat 1980 i 1981 podczas prac przy odwiertach poszukiwawczych doszło w podkarlińskich Krzywopłotach do wybuchu i zapłonu ropy naftowej.

## Zabytki

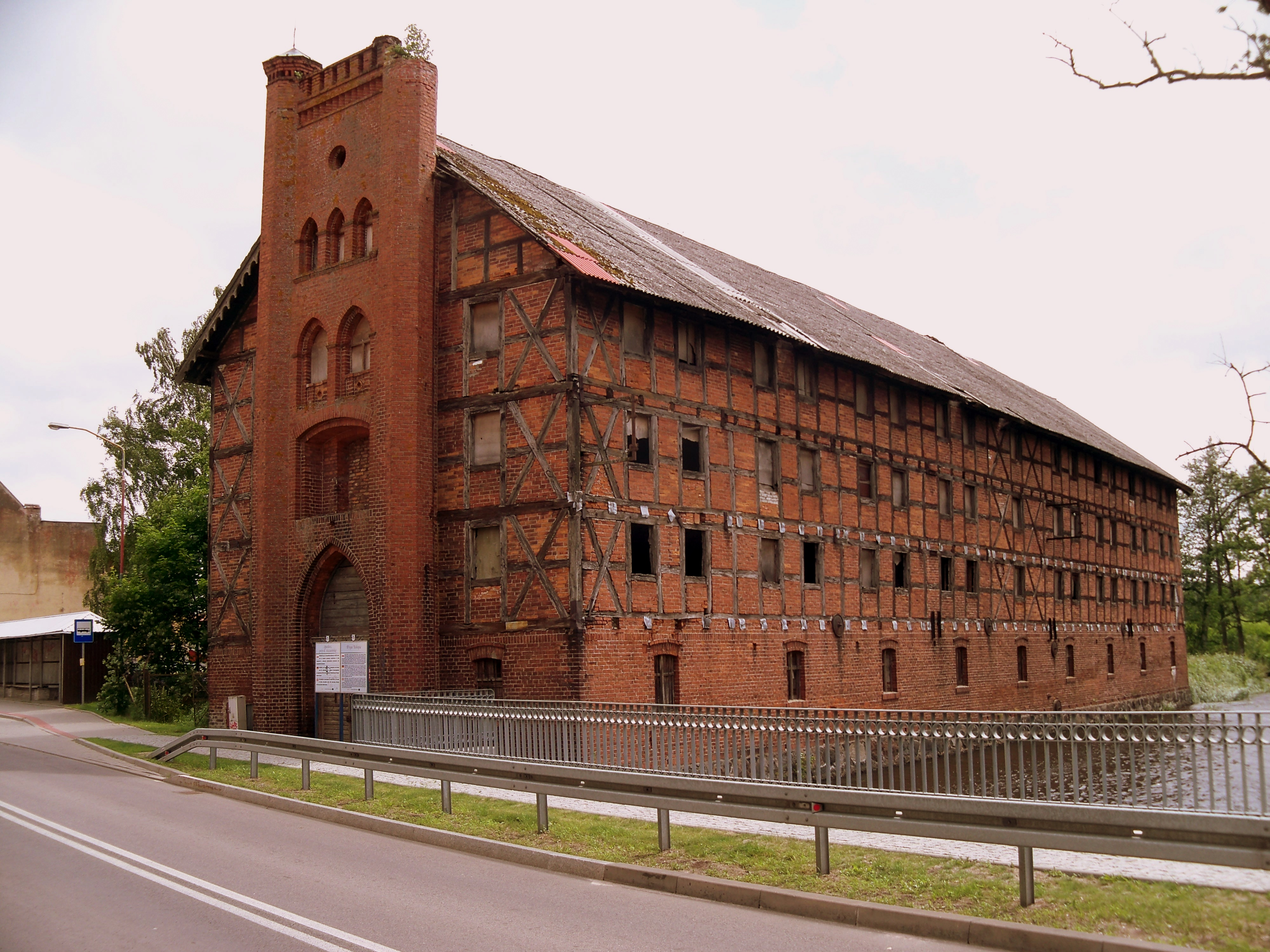
Spichlerz przy ul. Szczecińskiej 17

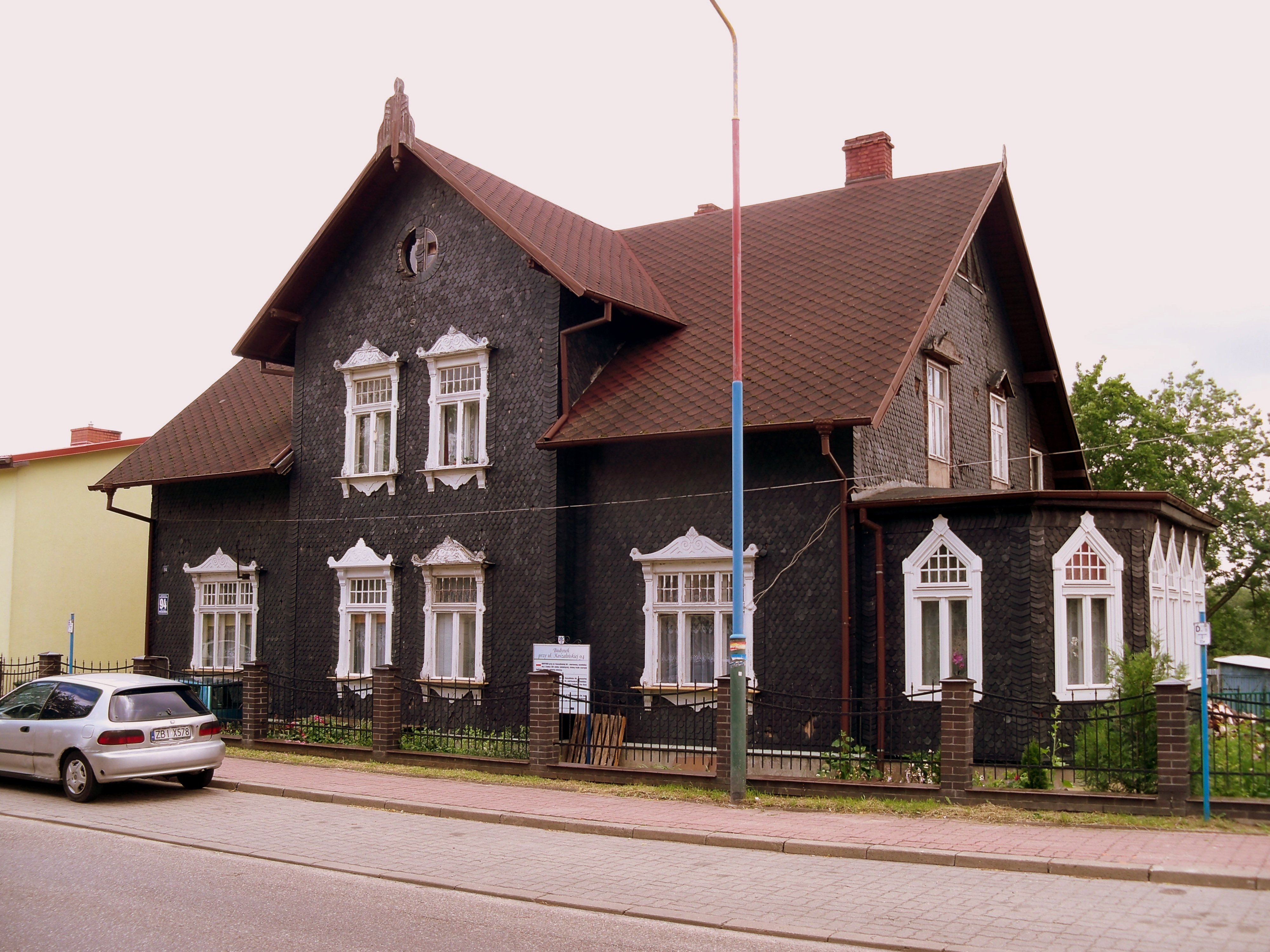
Zabytkowy budynek przy ul. Koszalińskiej 94

Do wojewódzkiego rejestru zabytków wpisane są:
- śródmieście miasta z fontanną z 3 strażakami
- kościół parafialny pod wezwaniem św. Michała Archanioła, do 1962 r. pw. Chrystusa Króla, z 1510 roku. Kościół parafialny należy do dekanatu Białogard diecezji koszalińsko-kołobrzeskiej metropolii szczecińsko-kamieńskiej
- park miejski, ul. Szczecińska 12, z drugiej połowy XIX wieku
- zespół folwarczny, z XIV wieku, XIX wieku, obejmujący:

- przyziemie zamku Biskupów Kamieńskich, z XIV wieku, przebudowane w latach 30. XIX wieku, obecnie spichlerz
  - dworek, obecnie budynek administracyjny, z przełomu XIX / XX wieku, obecnie budynek administracyjny
  - magazyn zbożowy, z końca XIX wieku
  - obora, z końca XIX wieku
  - stodoła, z końca XIX wieku
  - kuźnia, po 1945 roku
- dom, przy ul. Konopnickiej 29, szachulcowy budynek mieszkalny w stylu eklektycznym z połowy XIX wieku
- dom, przy ul. Koszalińskiej 94, szachulcowy, budynek mieszkalny w stylu eklektycznym z przełomu XIX i XX wieku; ściany i dach wyłożone czarnym łupkiem. Oryginalna stolarka drzwiowa i okienna – z gzymsem i sztukaterią (arabeskami) i kolumnami
- spichlerz, przy ul. Szczecińskiej 17, szachulcowy budynek w stylu neogotyckim z lat 30. XIX wieku, nr rej. 1181 z dnia 20 lipca 1983 r. Szczególne wykończenie szczytowe z neogotyckimi wieżycami

- dom tzw. Napoleona, Rynek 17, szachulcowo-murowany budynek z 1792 r.
- ratusz, zbudowany w latach 1908–1912 w południowo-zachodnim narożniku rynku. Poprzedni ratusz spłonął 27 stycznia 1907 r. podczas obchodów urodzin cesarza niemieckiego Wilhelma II. Nowy ratusz został zbudowany w stylu eklektycznym ze sklepieniem neogotyckim. Charakteryzuje się bogatą sztukaterią, szczytem neorenesansowym z kartuszem miasta; obecnie jest siedzibą Urzędu Miasta i Gminy.
- kamienica, przy ul. Koszalińskiej 4, pochodzi z drugiej połowy XIX wieku, murowana, zbudowana w stylu neorenesansowym
- kamienica, przy ul. Koszalińskiej 16 z 1902 r., secesyjna, murowana, nad witrynami sklepowymi maszkarony.
- kamienica, przy ul. Koszalińskiej 22 z końca XIX wieku, neoklasycystyczna, murowana.
- budynek mieszkalny, przy ul. Koszalińskiej 77 z końca XIX wieku, neoklasycystyczny, murowany, z bogatą sztukaterią, gzymsem kostkowym, pilastrami i tympanonem.
- budynek mieszkalny na ul. Koszalińskiej 86, z 2. połowy XIX wieku. Zbudowany w stylu eklektycznym z oryginalną stolarką drzwiową i okienną, z gzymsem kostkowym i sztukaterią (arabeskami), pilastrami i tympanonem. Budynek wyremontowany, pokryty nowym dachem, a na dwupiętrowym strychu urządzono mieszkania.
- kamienica, przy ul. Białogardzkiej – eklektyczna, murowana z 2. poł. XIX wieku.
- kamienica, przy ul. Szczecińskiej – murowana, zbudowana w drugiej połowie XIX wieku w stylu secesyjnym.
- dwór Fryderyka Wilhelma na wyspie. Budynek murowany, eklektyczny, szachulcowy, zbudowany pod koniec XIX wieku. Po II wojnie światowej pełnił funkcję budynku biurowego, należącego do PGR Karlino.
- spichlerz przy ul. Spichrzowej, został zbudowany pod koniec XIX wieku. Obiekt murowany, z cegły palonej, szachulcowy.
- pomnik pamięci sportowców
- cmentarz żydowski.

## Gospodarka

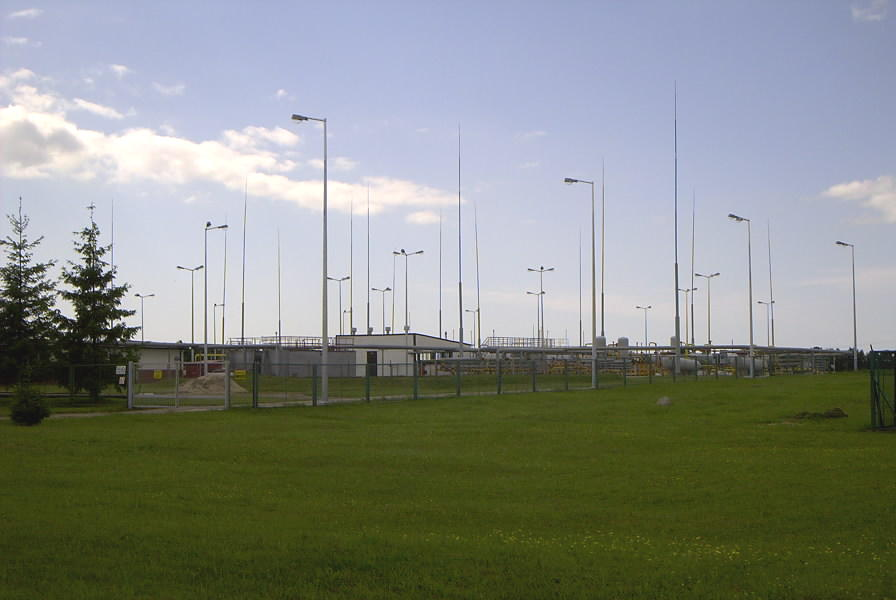
Kopalnia ropy naftowej

Karlino jest ośrodkiem przemysłowym. Ważną rolę odgrywa tu przemysł drzewny. Do największych zakładów należą:
- Homanit Polska Sp. z o.o. i Sp. Komandytowa – producent płyt pilśniowych surowych, płyt wiórowych oraz oklein.
- DLH Nordisk Sp. z o.o. – suszarnia drewna
- Gminna Spółdzielnia „Samopomoc Chłopska” – skup i sprzedaż płodów rolnych
- Promech Sp. z o.o. – szlifiernia wałów korbowych, głowic

Oprócz tego w mieście działają przedsiębiorstwa usługowe, punkty handlowe, hurtownie; są stacje benzynowe, poczta, posterunek policji, jednostka Ochotniczej Straży Pożarnej.
W Karlinie działają placówki opieki zdrowotnej:
- Niepubliczny Zakład Opieki Zdrowotnej „EBW”
- Indywidualna Praktyka Lekarska
- Niepubliczny Zakład Opieki Zdrowotnej „Therapia”
- Indywidualne praktyki stomatologiczne
- Apteki

## Demografia

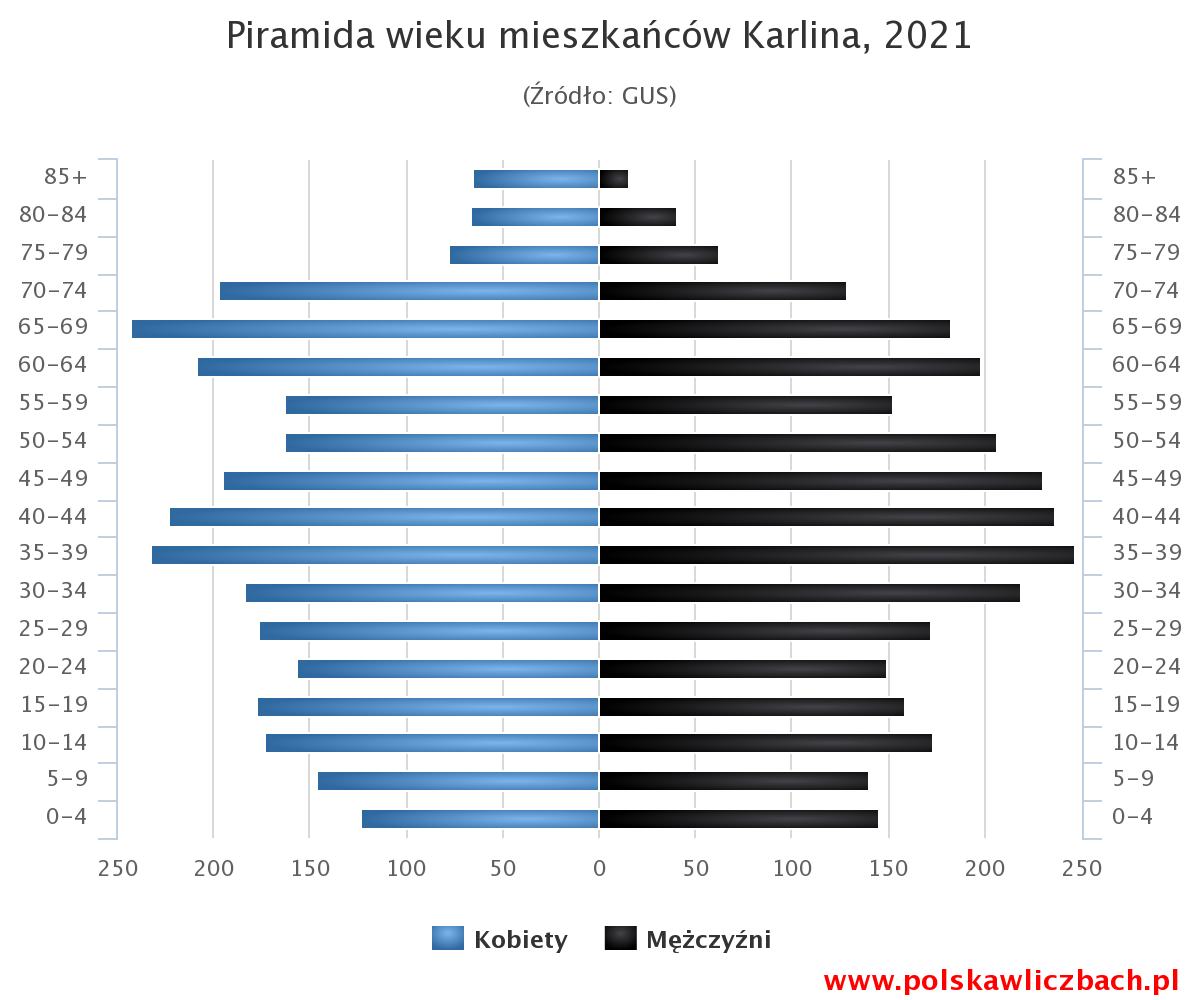
Piramida wieku mieszkańców Karlina w 2021 roku.

Karlino liczy 5507 mieszkańców. Gęstość zaludnienia Karlina wyniosi 585,9 osób na km². Na 100 mężczyzn przypada 107 kobiet (koniec 2022).

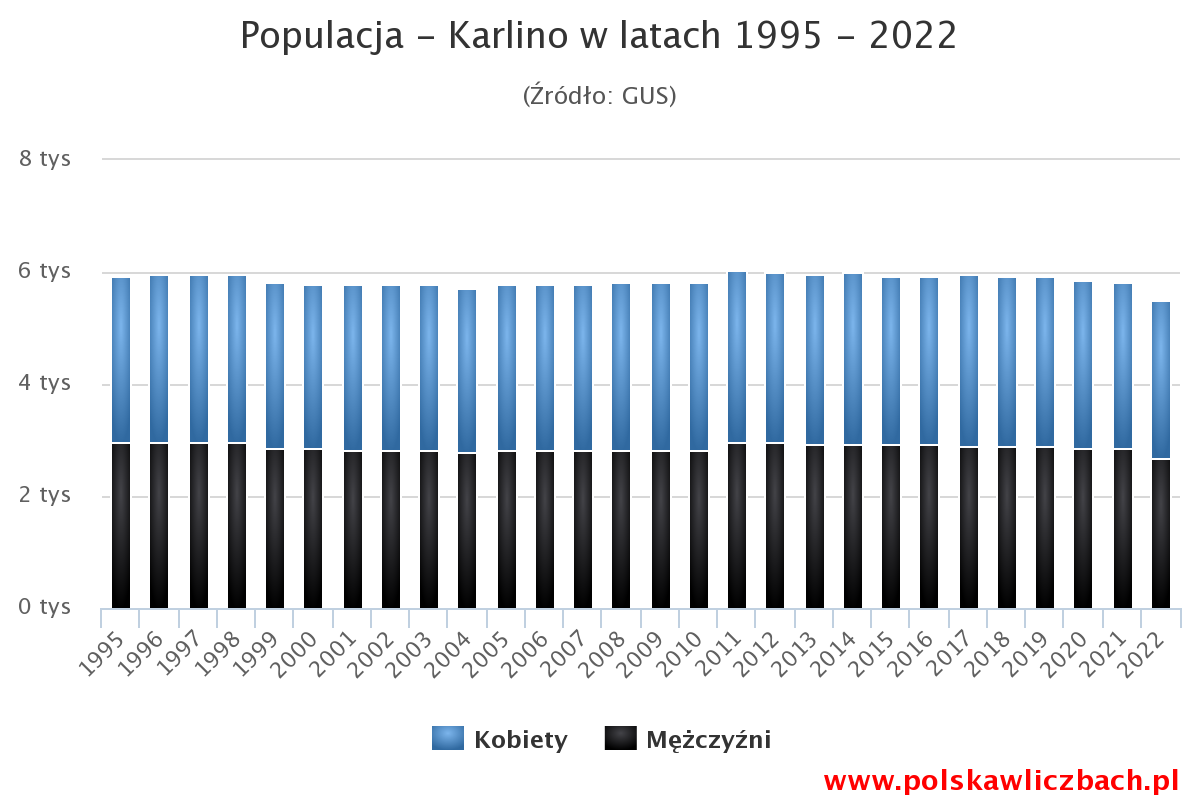
- Populacja mieszkańców Karlina w latach 1995–2022.

## Transport

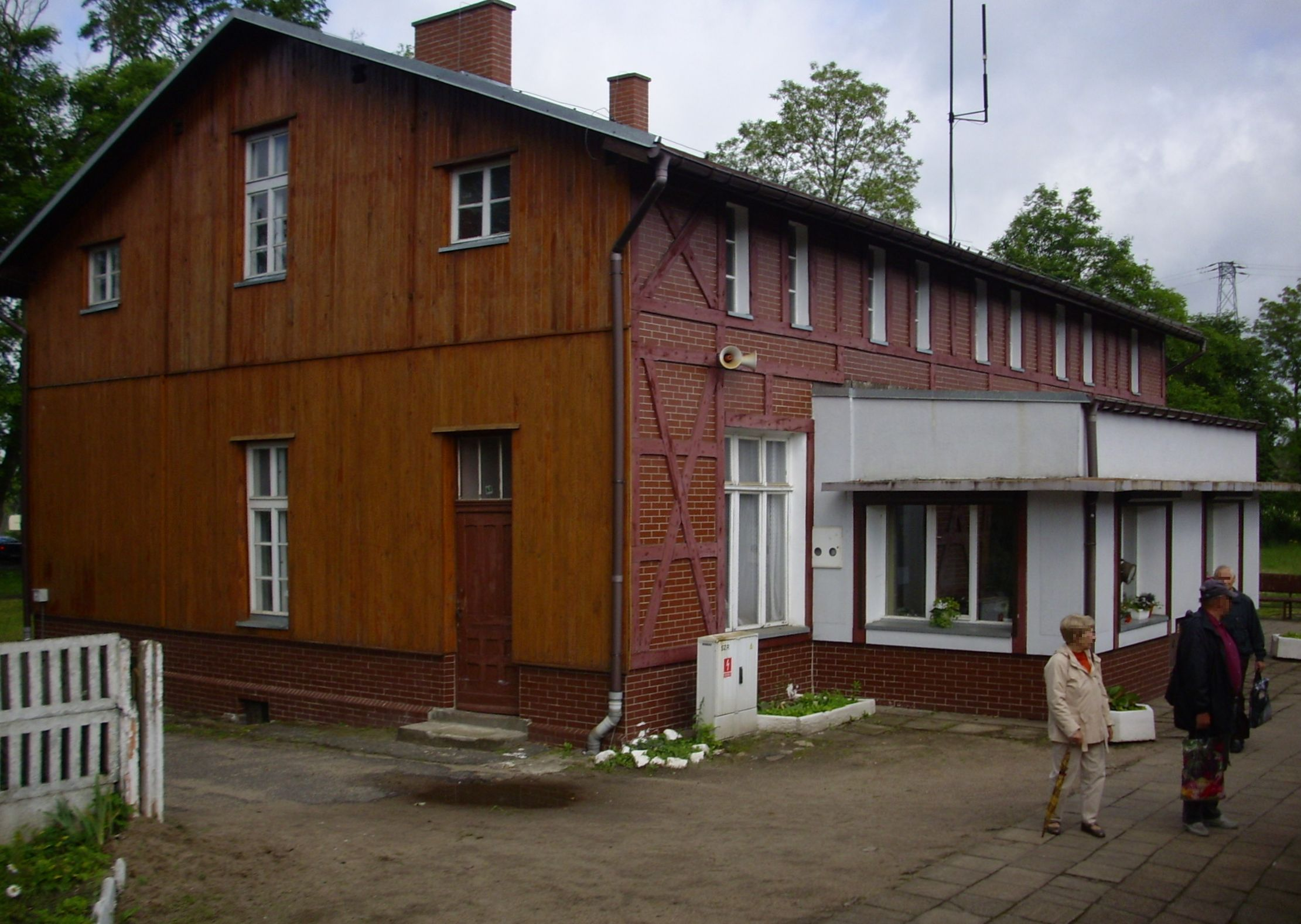
Stacja kolejowa Karlino

Na południe od Karlina biegnie droga wojewódzka nr 112  na trasie Płoty – Koszalin. Miasto jest połączone z tą drogą dwoma zjazdami. Przez Karlino przechodzi droga wojewódzka nr 163 biegnąca z Kołobrzegu do Białogardu i Wałcza.
W mieście i gminie działają połączenia PKS-u.
W Karlinie znajduje się stacja kolejowa. Do 1964 roku istniał również przystanek linii wąskotorowej.

## Kultura

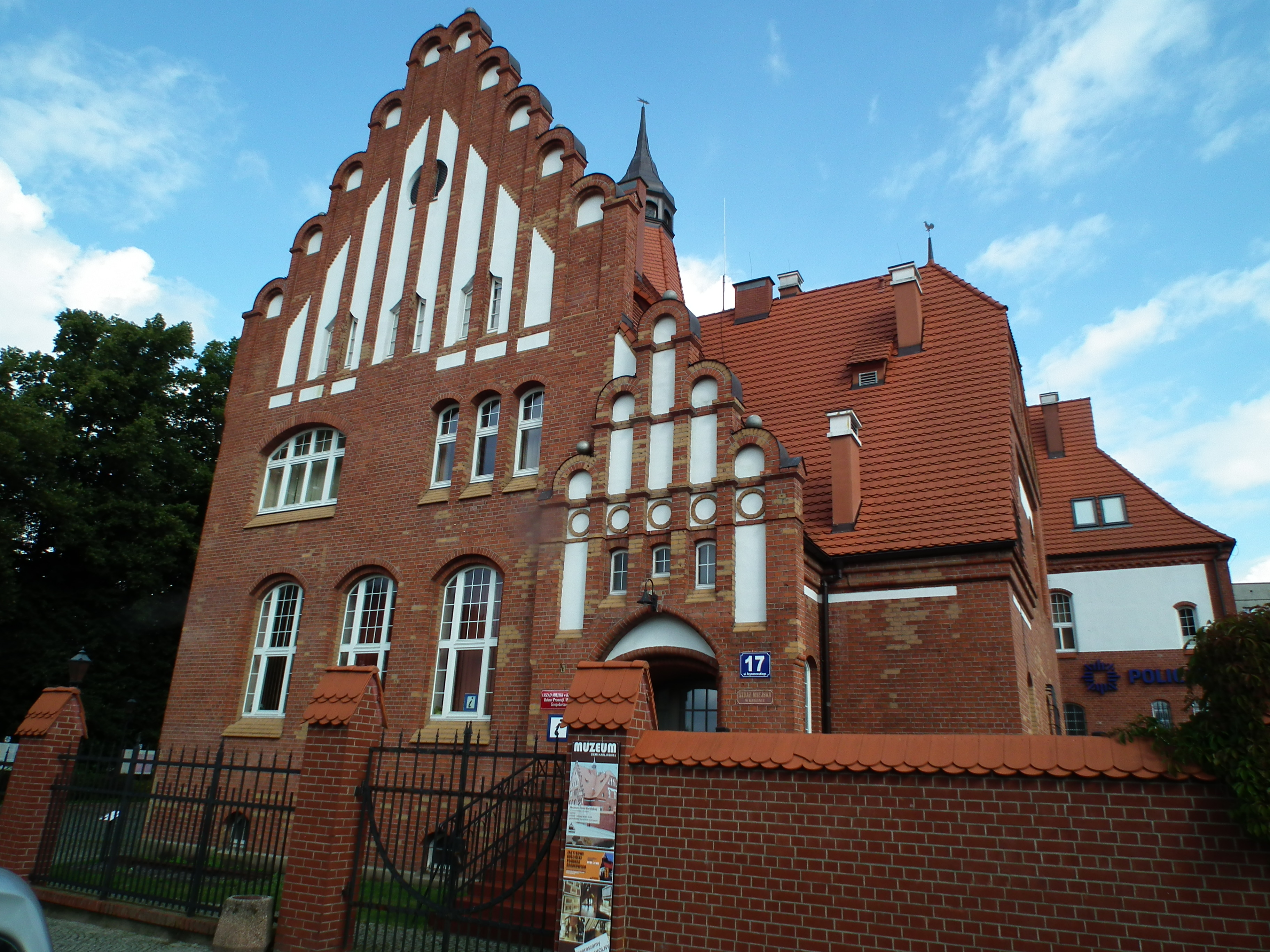
Muzeum Ziemi Karlińskiej

W mieście działa Karliński Ośrodek Kultury, biblioteka publiczna, liczne świetlice i kluby. Oferują one zajęcia plastyczne, muzyczne, sportowe, fotograficzne oraz konkursy, zawody, czy też licznie organizowane festyny i imprezy. Ważnymi imprezami w mieście są:
- Europejski Festiwal Twórczości Dziecięcej na który zjeżdżają się reprezentacje dzieci z krajów takich jak: Niemcy, Czechy, Węgry, Hiszpania, Grecja czy Portugalia. Udział też biorą dzieci z Polski m.in. z Kaszub, Zakopanego, Ustrzyk Dolnych czy Białogardu[15].
- Turniej Tańca Towarzyskiego
- Ogólnopolski konkurs fotograficzny
- Międzynarodowy Dzień Dziecka
- Ogólnopolski Przegląd Poezji Śpiewanej „Peccadilo”
- Międzynarodowe Dni Karlina
- Noc Muzyki Elektronicznej

Atutem miasta i gminy jest wyremontowany amfiteatr.

## Oświata
Szkolnictwo na terenie Karlina obejmuje zakres przedszkolny, podstawowy, gimnazjalny i średni. W mieście istnieje:
- Szkoła Podstawowa im. Bohaterów 6 Pomorskiej Dywizji Piechoty
- Przedszkole Miejskie im. Marii Skłodowskiej-Curie
- Zespół Szkół utworzony w 2014. Szkoły wchodzące w skład ZS w Karlinie to:
  - Gimnazjum Miejskie im. Ludzi Wielkiego Serca i Umysłu utworzone w 2001
  - Technikum
  - Branżowa Szkoła I Stopnia
  - Liceum Ogólnokształcące
  - Liceum dla Dorosłych

## Sport

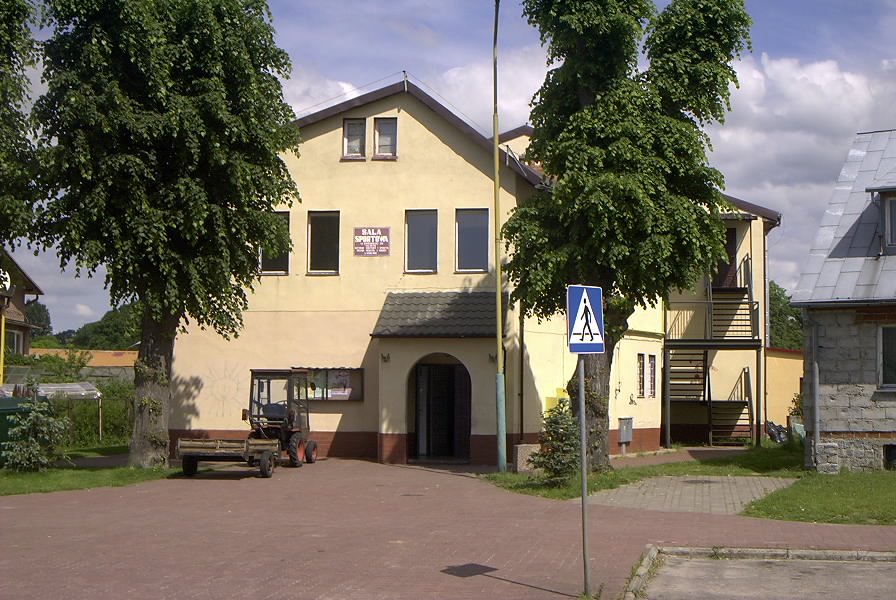
Hala sportowa

Na terenie miasta działają dwa kluby, kilka sekcji sportowych oraz amatorskie kluby i kółka sportowe, Miejski Klub Sportowy, Międzyszkolny Ludowy Uczniowski Klub Sportowy. Najważniejszymi klubami są:
- Klub Sportowy Sokół Karlino
- Klub Sportowy „Szejk” Karlino reprezentujący piłkę siatkową.
- KSW „Róża” Karlino
- MLUKS Karlino

W mieście jest hala sportowa wyposażona w nowoczesne urządzenia, stadion miejski, bieżnię na 400 m oraz boiska do gry w siatkówkę i piłkę nożną, istnieją też korty tenisowe, pseudo-skatepark i pseudo-minigolf.
Stadion Miejski w Karlinie dla 5 tys. osób ma wymiary 100 × 50 m. Miejski Klub Sportowy „Sokół” grał w sezonie 2010/2011 w V lidze okręgowej piłki nożnej.
W październiku 2014 została otwarta hala widowiskowo-sportowa wyposażona w widownie dla 523 osób, kręgielnie, siłownie, salkę do zabaw dla dzieci oraz kort do squasha.
Imprezy sportowe:
- Rajd Monte Karlino – najstarsza impreza rajdowa w regionie, organizowana od 1971 roku
- Bieg Papieski, który wcześniej odbywał się w Koszalinie
- Spartakiada dla osób niepełnosprawnych
- Regionalne Zawody Konne w skokach przez przeszkody

## Wspólnoty religijne

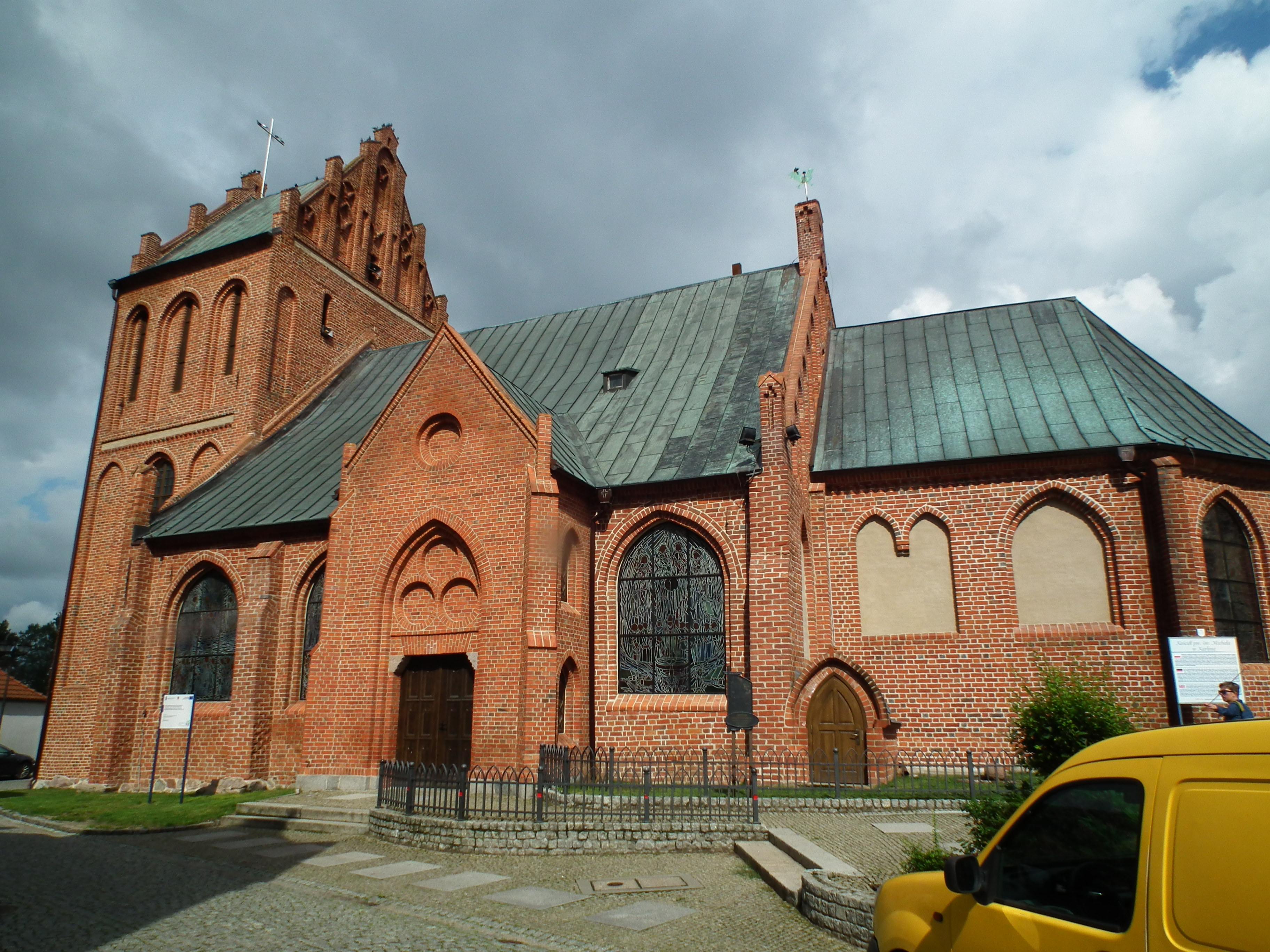
Kościół św. Michała Archanioła

Na terenie miasta działalność religijną prowadzą następujące kościoły i związki wyznaniowe:
- kościół pw. św. Michała Archanioła – kościół rzymskokatolicki, parafialny należący do dekanatu Białogard, diecezji koszalińsko-kołobrzeskiej, metropolii szczecińsko-kamieńskiej
- kościół Adwentystów Dnia Siódmego – grupa należąca do okręgu zachodniopomorskiego, diecezji zachodniej
- Świadkowie Jehowy: zbór Karlino (Sala Królestwa)[17]

## Administracja

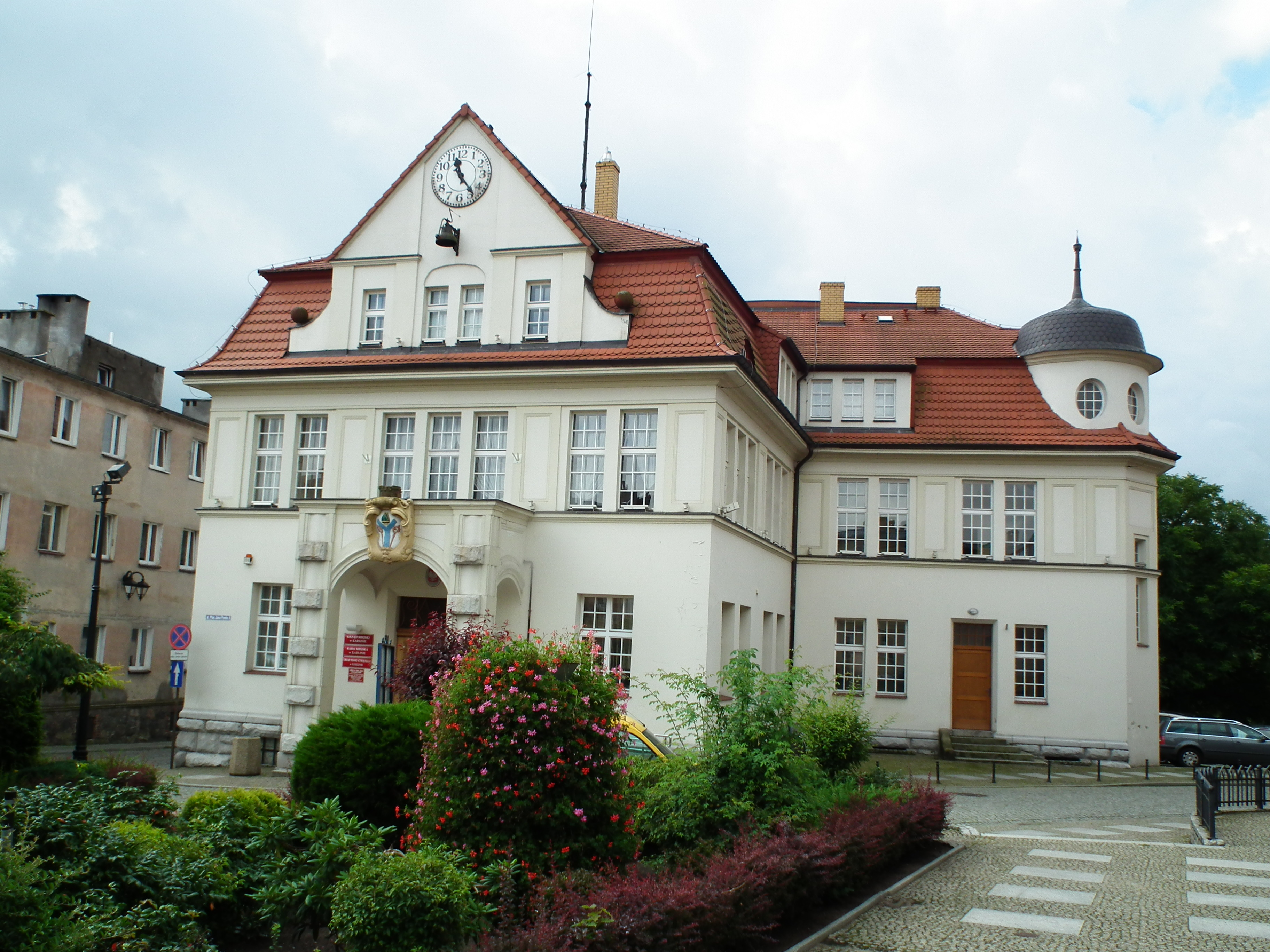
Ratusz

Miasto jest siedzibą gminy miejsko-wiejskiej. Są w nim 43 ulice. Mieszkańcy Karlina wybierają do rady miejskiej 10 radnych (10 z 15). Pozostałych 5 radnych wybierają mieszkańcy terenów wiejskich gminy. Siedzibą władz jest ratusz na placu Jana Pawła II.
Części miasta: Dębolas, Karlinko, Kolonia Miejska, Krzywopłoty, Witolub.
Burmistrzowie Karlina:
- Jan Ciszek (od 1990 do 1991)
- Jan Latkowski (od 1991 do 1992)
- Waldemar Włodzimierz Miśko (od 1993 do 2024)
- Piotr Woś (od 2024)

Mieszkańcy Karlina wybierają parlamentarzystów z okręgów wyborczych z siedzibą komisji w Koszalinie, a posłów do Parlamentu Europejskiego z okręgu wyborczego nr 13.
Gmina Karlino utworzyła w obrębie miasta 2 jednostki pomocnicze, zwane osiedlami (tj. Osiedle Nr 1 i Nr 2). Organem uchwałodawczym jest w nich ogólne zebranie mieszkańców, które wybiera zarząd osiedla składający się z 3 osób, w tym przewodniczącego.

### Współpraca zagraniczna
19 czerwca 2000 roku została podpisana umowa pomiędzy Karlinem a gminą Dargun w Meklemburgii-Pomorzu Przednim. Współpraca ta skutkuje wzajemnymi spotkaniom i mieszkańców, kontaktami pomiędzy szkołami z obydwu gmin, współpracę samorządów w zakresie inwestycji, kultury i oświaty. Od 2000 roku działa w mieście Stowarzyszenie Polsko-Niemieckie, które powstało w efekcie działania obecnych i dawnych mieszkańców Karlina, którzy mieszkają obecnie w Reinfeld (Holstein) koło Lubeki. W 2002 roku podpisana została umowa z duńską gminą Skælskør, a w styczniu 2006 roku zawarto umowę partnerską z niemieckim miastem Wolgast.
| Miasto   | Kraj   | Data podpisania umowy |
| -------- | ------ | --------------------- |
| Dargun   | Niemcy | 19 czerwca 2000       |
| Skælskør | Dania  | 20 czerwca 2002       |
| Wolgast  | Niemcy | 3 stycznia 2006       |

Gmina Karlino należy do Związku Miast i Gmin Dorzecza Parsęty.

## Honorowi obywatele miasta
- Fritz Homann – przewodniczący Rady Nadzorczej Homanit Polska, firmy będącej jednym z największych pracodawców gminy.